# Ricaud (Altos Pirenéus)
Ricaud é uma comuna francesa na região administrativa de Occitânia, no departamento dos Altos Pirenéus. Estende-se por uma área de 3,3 km². Em 2010 a comuna tinha 68 habitantes (densidade: 20,6 hab./km²).